# Halldór Blöndal
Halldór Blöndal (ur. 24 sierpnia 1938 w Reykjavíku) – islandzki polityk i nauczyciel, poseł do Althingu i jego przewodniczący w latach 1999–2006, od 1991 do 1999 minister.

## Życiorys
Studiował prawo i historię na Uniwersytecie Islandzkim. Pracował m.in. jako nauczyciel i dziennikarz. Zaangażował się w działalność polityczną w ramach Partii Niepodległości. W latach 70. kilkukrotnie okresowo wykonywał mandat deputowanego jako zastępca poselski. W 1979 po raz pierwszy został wybrany do Althingu. Z powodzeniem ubiegał się o reelekcję w sześciu kolejnych wyborach, zasiadając w islandzkim parlamencie do 2007. Wchodził w skład dwóch rządów Davíða Oddssona, pełniąc w nich funkcje ministra rolnictwa i transportu (1991–1995) oraz ministra transportu (1995–1999). Od 1999 do 2005 sprawował urząd przewodniczącego Althingu.